# Homalopoma mimicum
Homalopoma mimicum is een slakkensoort uit de familie van de Colloniidae. De wetenschappelijke naam van de soort is voor het eerst geldig gepubliceerd in 1976 door LaFollette.